# Рам Кумар
Рам Кумар (*राम कुमार, 1924) — сучасний індійський художник, представник фігуративізму, письменник.

## Життєпис
Походив з родини державного службовця середнього статку. Народився у 1924 році у м.Шімла (штат Хімачал-Прадеш). Після закічення середньої школи поступив до коледжу Св. Стефана у Делі, де навчався на економіста (в подальшому отримав ступінь магістра). Після відвідання у 1945 році художньої виставки захопився живописом. Тоді ж став навчатися у художній школі Шандра Укіл, водночас працюючи у банку. Зрештою у 1948 році Кумар звільняється з банку й присвячує усю свою діяльність мистецтву. Тоді ж входить до Прогресивної групи художників, що утворилася у Бомбеї, затоваришував з Макбулом Хусейном.
У 1949 році Рам Кумар отримав стипендію для продовження навчання мистецтву в Парижі. З 1949 по 1952 рік він навчався під керівництвом Андре Лота, а в 1950 році став навчатися в майстерні Фернана Леже. Перебування в Парижі дозволило йому налагодити контакти і брати участь у дискусіях з мистецтва та літератури з французькими художниками, а також з художниками з інших країн, включаючи Індію. Він познайомився з відомими поетами — Полем Елюара і Луї Арагоном.
По поверненню до Делі продовжив пошуки власного стилю, ставши першим представником індійського фігуративізму. Багато подорожував країною. У 1960-х роках він відвідав міста північної Індії, Кашмір, Ладакх що відобразилося в його творчості.
Отримавши стипендію Фонду Рокфеллера III у 1970 році, він побував у США, працював там і брав участь у виставках. З цього моменту починає більш активно брати участь в різних культурних заходах. Провів багато персональних виставок і брав участь у головних події світу мистецтва, включаючи міжнародні (виставки відбулися у більшості країн Європи, на Середньому Сході, в Австралії, Новій Зеландії та в країнах Азії). У 1994 році Національною галереєю сучасного мистецтва в Нью-Делі і Мумбаї була проведена ретроспективна виставка його робіт.
Від уряду Індії отримав нагороди Падма Шрі (1972 рік) і Падма Бхушан (2010 рік), премія Калідаса Самман (1982 рік) від уряду штату Мадх'я-Прадеш. Натепер живе та працює в Нью-Делі.

## Творчість
Р.Кумар малює в абстрактному стилі. У 1940—1950-х роках персонажами його картин були безробітна молодь, чорнороби-мігранти, чоловіки і жінки, що живуть на вулицях і в провулках міста.
Сьогодні улюбленими темами є зображення руїн, міських будинків, пагорбів, дерев, водойм, човнів. Деякі фігури розчиняються, зливаються з фоном, деякі зберігають свою незграбність і форму. У 1960-ті році почав робити замальовки Гхат, використовуючи віск і японські чорнила, але на них вже не було фігур. Поступово фігури зникли з його полотен і він більше ніколи не повертався до фігуративізму. У 1962 році після візиту до Кашміру, місце звичних сірих, темних тонів зайняли зелений і блакитний.
У 1950-ті роки Рам Кумар став писати розповіді на гінді (більшість увійшла до збірки «Облича та інші історії»), в його доробку є книга на англійською мовою під назвою «Записки про Європу», де він описує свої спогади про життя в Європі. також він є автором двох романів.